# 正電成和
株式会社正電成和（しょうでんせいわ、英文社名：Shoden Seiwa Co.,Ltd.）は、古河グループの通信用ケーブル部品を製造・販売する企業である。

## 主力製品・事業
- 通信用ケーブル接続部品
- 構内光接続部品
- 管理部品

## 主要事業所
- 本社 - 東京都品川区西五反田5-23-8
- 土気工場 - 千葉市緑区大野台2丁目10番4号
- 三重工場 - 三重県亀山市能褒野町16-13
- 埼玉工場 - 埼玉県入間郡三芳町大字北永井字桜並

## 沿革
- 1922年 - 創業、逓信省に裸線路用品納入。
- 1950年 - 資本金100万円で株式会社正電社を設立。
- 1985年 - 古河電気工業株式会社の資本参加によりその系列に加わり、技術開発の強化を図り販売品目の多様化と技術力の蓄積につとめる。
- 2005年 - JISQ14001、ISO14001：2004を認証取得。
- 2019年10月1日 - 株式会社成和技研と統合し、株式会社正電成和発足。